# Manita Devkota

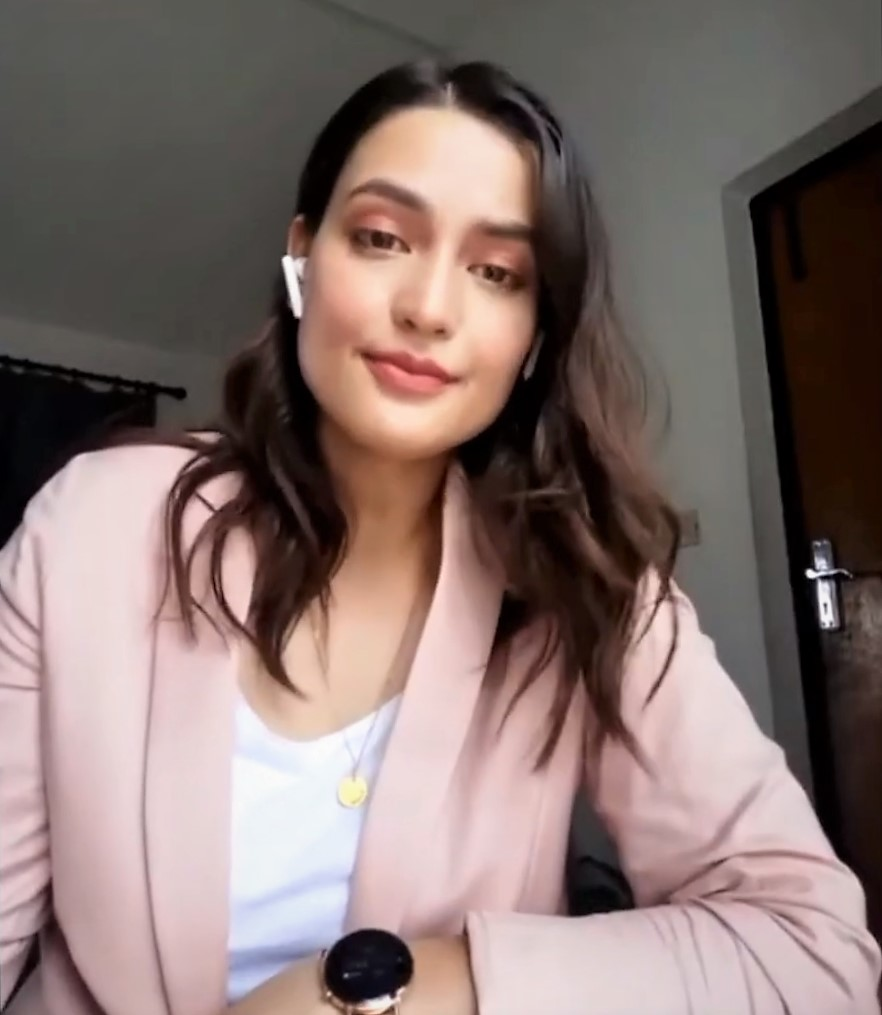
Manita Devkota, em 2020.

Manita Devkota' (em nepalês: मनिता देवकोटा ; Khandbari, 11 de abril de 1995) é uma modelo nepalesa-americana, defensora da saúde feminina e titular de concurso de beleza que foi coroada Miss Universo Nepal 2018. Ela se tornou a primeira Miss Nepal a ganhar o Miss Universo Nepal em uma competição. No 67º concurso de Miss Universo, realizado em 17 de dezembro de 2018 em Bangkok, ela representou o Nepal. Ela garantiu uma posição no top 10, tornando-a uma forte candidata na competição de Miss Universo.

## Biografia
Devkota atualmente mora no Nepal, mas passou boa parte de sua vida na Carolina do Norte, Estados Unidos. Ela viveu sua infância em Pakhribas, Dhankuta, Dharan e Gorkha, mais tarde migrando para a Carolina do Norte com a idade de 8 anos. Ela obteve um diploma de licenciatura em Saúde Pública na East Carolina University. Posteriormente, ela passou a trabalhar na organização "Dias para Meninas no Nepal", com a capacitação de meninas e mulheres nepalesas que enfrentam problemas de saúde menstrual. Manita administrou sua educação e moradia enquanto estava na universidade, trabalhando como bibliotecária e barista.
Em 17 de dezembro de 2018, Manita Devkota participou do Miss Universo 2018, realizado na província de Nonthaburi, subúrbio ao norte de Bangkok, capital da Tailândia, representando o Nepal. Seu país havia estreado no Miss Universo no ano anterior. No segundo ano de participação, o Nepal chegou ao Top 10, através de Manita Devkota. Ela se tornou a primeira Miss Nepal a chegar à semifinal do Miss Universo.